# Сухарев, Георгий Иванович
Георгий Иванович Сухарев (1911 — ?) — советский государственный деятель, министр промышленности строительных материалов РСФСР (1950—1953).

## Биография
Родился в 1911 году. Член КПСС с 1939 года.
- В 1941—1945 гг. — управляющий трестом строительства Наркомата авиационной промышленности СССР.
- В 1948—1950 гг. — заместитель министра жилищно-гражданского строительства РСФСР.
- В 1950—1953 гг. — министр промышленности строительных материалов РСФСР.
- На 1958 г. — заместитель председателя СНХ Брянского экономического административного района.
- В 1960—1964 гг. — заместитель главного эксперта по строительству Асуанской плотины (Египет).
- С 1966 — заместитель министра сельского строительства РСФСР.

С 1980 года — персональный пенсионер союзного значения.